# Еманюел Сийес
Еманюел Жозеф Сийес (на френски: Emmanuel Joseph Sieyès; * 3 май 1748, Фрежус, Франция; † 20 юни 1836, Париж, Франция), по-известен като абат Сийес (френски: [sjejɛs]), на български срещано и като  Сейес, е френски католически свещеник, държавник и публицист.

## Биография
Той е един от основните политически теоретици на Френската революция и играе важна роля във френския консулат и Първата френска империя. Неговият памфлет „Какво е третото съсловие?“ (1789) се превръща в манифест на революцията, който спомага за преобразуване на Генералните щати в Учредително събрание през юни 1789 г.
През 1799 г. той е сред инициаторите на държавния преврат от 18 брюмер (9 ноември), който довежда на власт Наполеон Бонапарт. По време на Френския консулат той е един от временните консули наред с Наполеон и Дюко и участва в изработването на Конституция от година VIII, която дава силно предимство на изпълнителната власт. Наполеон обаче не харесва неговите идеи и постепенно го отстранява от властта
Сийес въвежда термина „социология“ в свой непубликуван ръкопис, и има значителен теоретичен принос за бъдещите социални науки.